# Rumson
Rumson é um distrito localizado no estado americano de Nova Jérsei, no Condado de Monmouth.

## Demografia
Segundo o censo americano de 2000, a sua população era de 7137 habitantes.
Em 2006, foi estimada uma população de 7194, um aumento de 57 (0.8%).

## Geografia
De acordo com o United States Census Bureau tem uma área de
18,7 km², dos quais 13,5 km² cobertos por terra e 5,2 km² cobertos por água.

## Localidades na vizinhança
O diagrama seguinte representa as localidades num raio de 8 km ao redor de Rumson.